# Vorbire
Vorbirea este o formă vocalizată de comunicare umană. Se bazează pe combinarea sintactică, lexicală și a diverse nume proprii din vocabularul complex (de obicei peste 10.000 de cuvinte diferite) al oricăreia din limbile moderne.
Fiecare cuvânt vorbit este creat printr-o combinație fonetică a unui număr limitat de vocale și consoane, ca elemente unitare ale vorbirii și pronunțării. Diferitele limbi vorbite prezintă diferite sintaxe și diferite cuvinte, ce sunt ansamblate în propoziții și fraze, care constituie structura complexă a comunicării vorbite.  
Majoritatea oamenilor pot comunica în două sau mai multe limbi,  ceea ce îi face să fie poligloți.  Abilitățile vocale permit oamenilor să producă și un altfel de sunete modulate și articulate, care se deosebesc de vorbire prin tonalitate și ritm și care permit cântatul.

## Fiziologia creierului

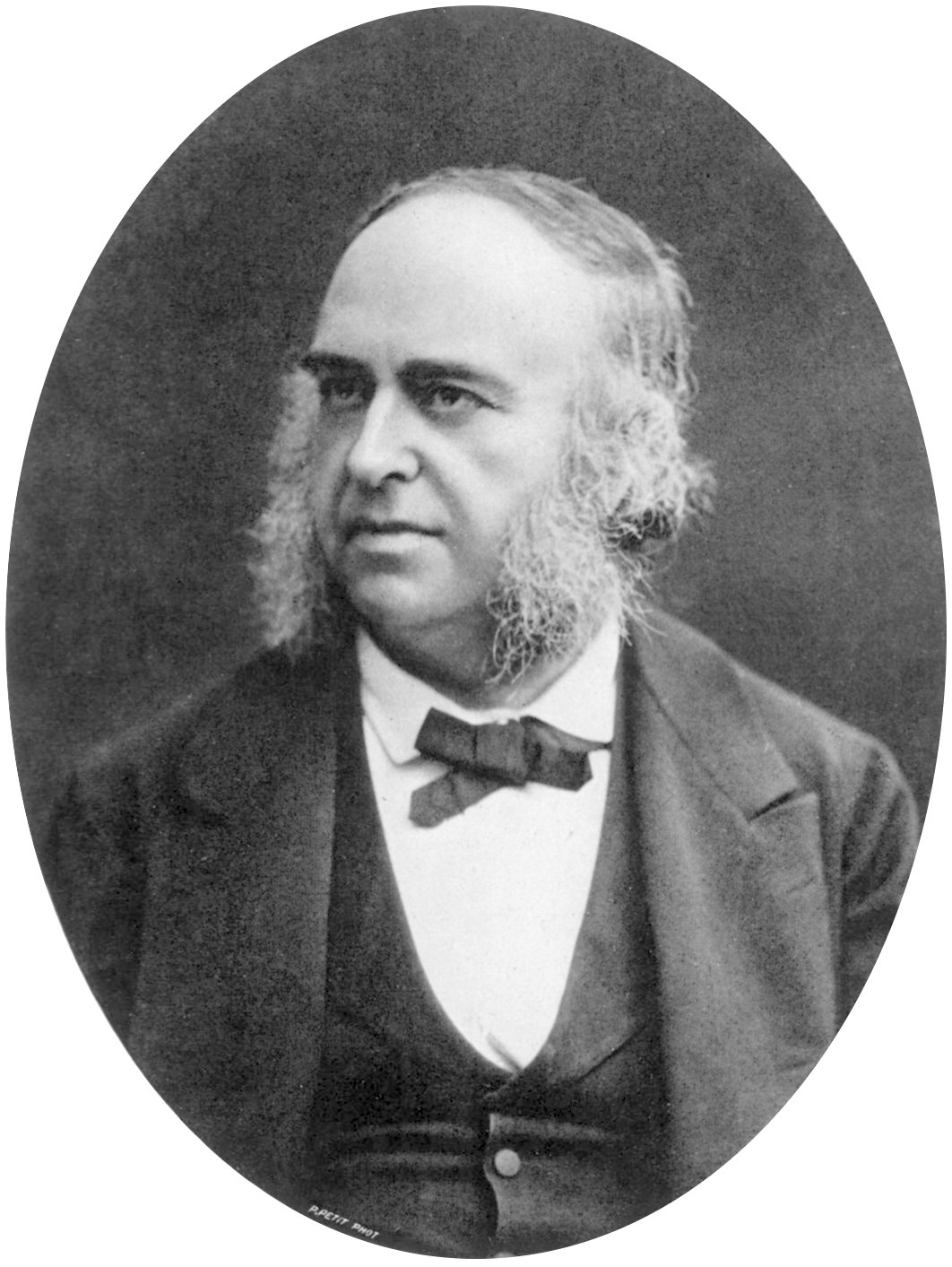
Paul Broca (1824-1880)

Două zone din cortexul cerebral sunt necesare vorbirii. Una din zone, care poartă numele medicului și neurologului francez Paul Broca, se găsește în lobul frontal, de obicei în stânga, în apropierea zonei ce controlează mușchii buzelor, maxilei, mandibulei, velumului și al corzilor vocale. Când Zona lui Broca este afectată, înțelegerea nu suferă, dar vorbirea este lentă și efectuată cu greutate.
Cea de-a doua zonă, Zona lui Wernicke, care a fost descoperită de neurologul german Carl Wernicke (1848 - 1904), se găsește în spatele lobului temporal, de obicei (din nou) în partea stângă, în apropierea zonelor responsabile de prelucrarea informațiilor auditorii și vizuale.  Afectarea acestei zone conservă fluența vorbirii, dar o face lipsită de sens, întrucât procesele care afectează logica, folosirea sintaxei și autocontrolul sunt scăpate de sub controlul conștientului.

## A se vedea și
- Marc Dax
- Discurs imaginar
- en  Index de articole referitoate la lingvistică
- Libertatea de exprimare
- en  Listă de defecte de vorbire
- en  Pierderea auzului spațial
- Pasăre vorbitoare
- Vocologie